# Wenzeslaw Konstantinow

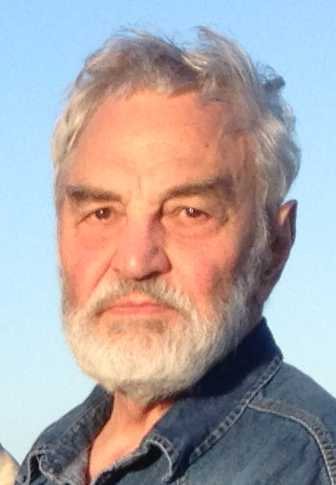
Wenzeslaw Konstantinow, 2014

Wenzeslaw Konstantinow (auch Ventseslav Konstantinov geschrieben, bulgarisch Венцеслав Константинов; * 14. September 1940 in Sofia; † 22. April 2019) war ein bulgarischer Schriftsteller, Aphoristiker und Übersetzer deutschsprachiger Literatur.

## Leben

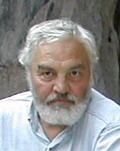
Konstantinow, 2004

Konstantinow wurde als Sohn eines Musikprofessors in Sofia geboren. Er graduierte in germanischen Studien und Philosophie und schrieb eine These über Einwirkungen des deutschen literarischen Expressionismus auf die bulgarische Dichtkunst der Zwischenkriegszeit. Seit 1987 war er Lehrbeauftragter für Übersetzung deutschsprachiger Dichtung an der Universität Sofia.
1991–1992 hielt sich Konstantinow in Berlin im Rahmen des Berliner Künstlerprogramms des DAAD auf. Er hielt Vorträge und nahm an Konferenz in Berlin, Leipzig, Marburg, Wien, Prag, Bern, Zürich und Lausanne teil. 1993–1994 verbrachte Konstantinow in Geneseo, Livingston County (New York), an der dortigen State University of New York.
Er veröffentlichte Gedichte, Aufsätze und Hörfunkbeiträge zur deutschen, österreichischen, schweizerischen und bulgarischen Literatur sowie Publikationen über Hans Sachs, Goethe, Schiller, Hölderlin, E.T.A. Hoffmann, Nikolaus Lenau, Thomas Mann, Hermann Hesse, Franz Kafka, Bertolt Brecht, Lion Feuchtwanger, Stefan Zweig, Ödön von Horváth, Elias Canetti, Max Frisch, Friedrich Dürrenmatt, Heinrich Böll, Alfred Andersch, Martin Walser, Hans Magnus Enzensberger und Christoph Meckel.
Seine Buchübersetzungen belaufen sich auf 80 Volumina.
Konstantinow lebte in Sofia und dem Dorf Solischta im Rhodopen-Gebirge als freiberuflicher Schriftsteller und Übersetzer.

## Ehrungen und Auszeichnungen
- 1993: Übersetzerpreis des Bundesministeriums für Unterricht, Kunst und Kultur, Wien
- 2006: Preis des Bulgarischen Übersetzerverbandes für das Gesamtwerk
- 2013: Literaturpreis der Stadt Sofia für die Anthologie „Die Grossen Deutschen Dichter vom 12. bis 20. Jh.“ (2012)

## Werke (Auswahl)

### Bücher

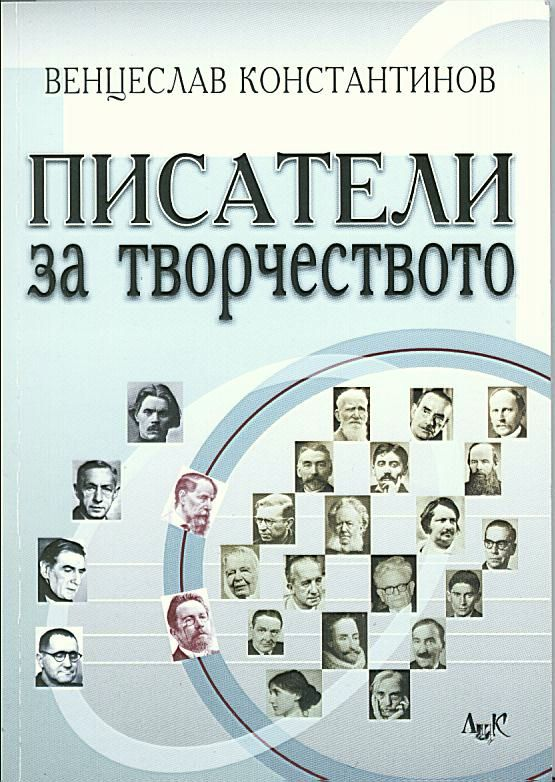
Schriftsteller über das Kunstwerk
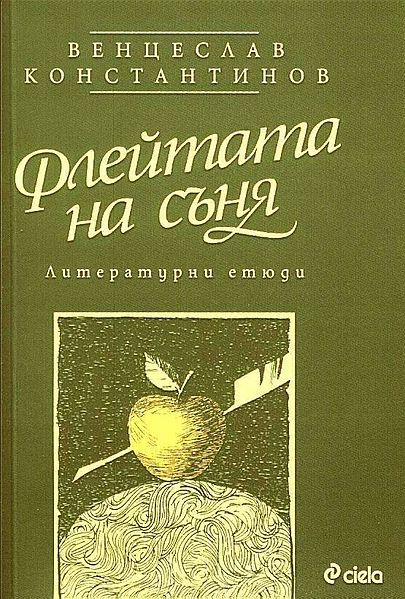
Die Flöte des Traums
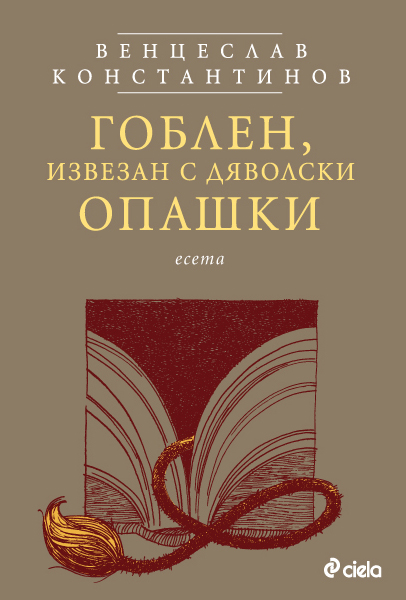
Gobelin, mit Teufelschwänzen bestickt
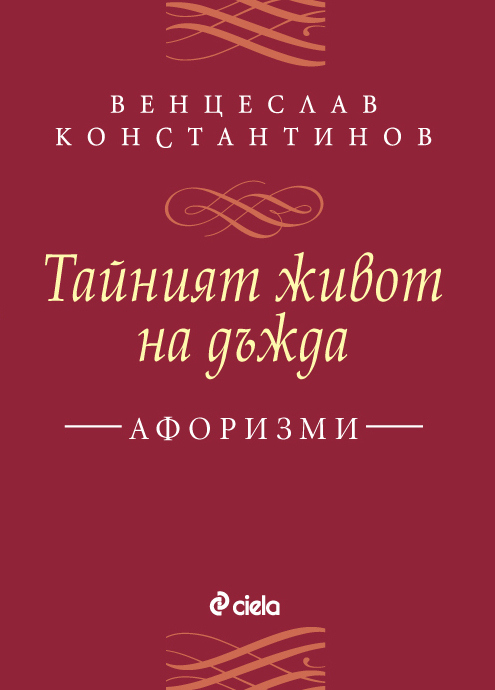
Das Geheimleben des Regens
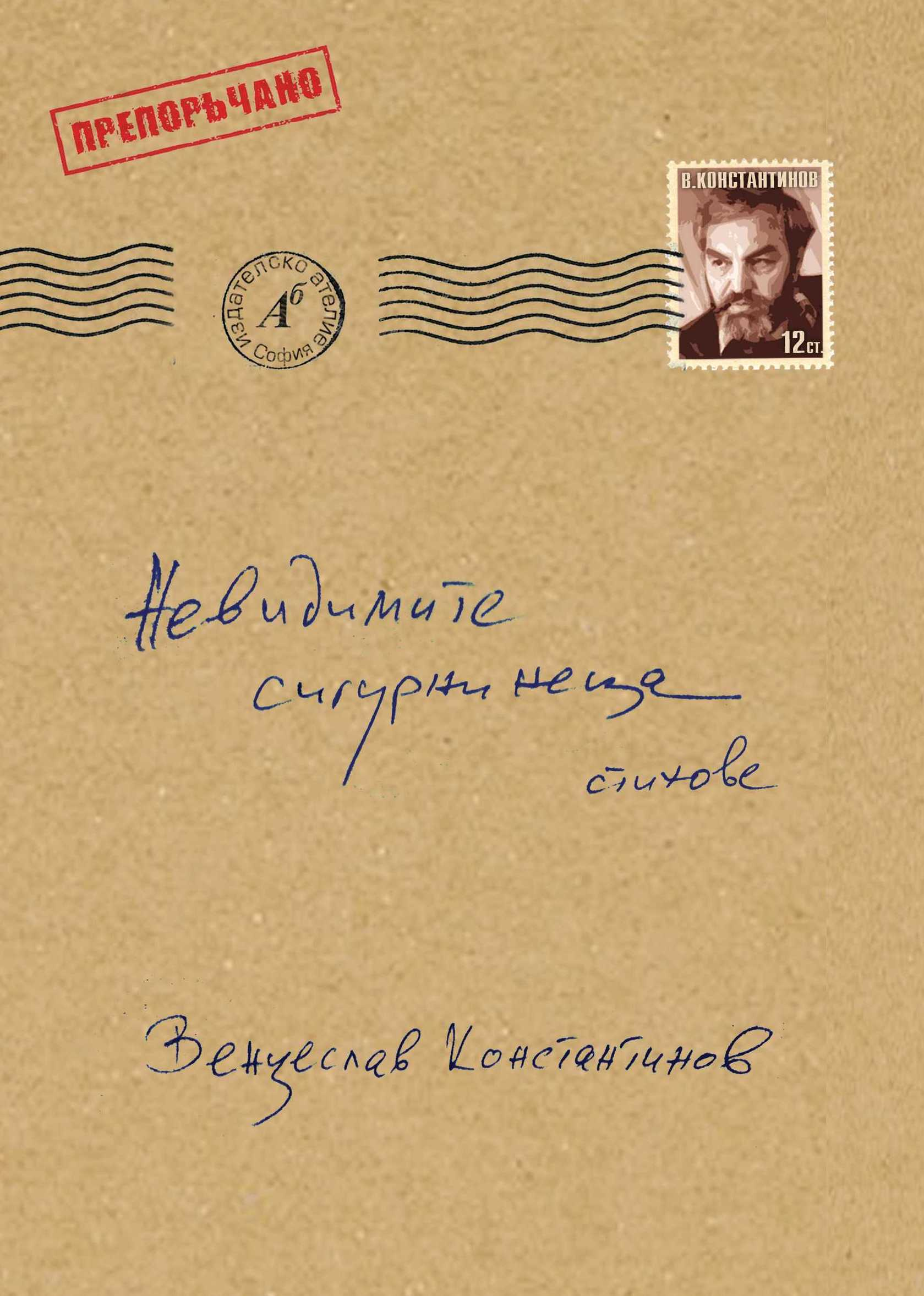
Die unsichtbaren gewissen Dinge
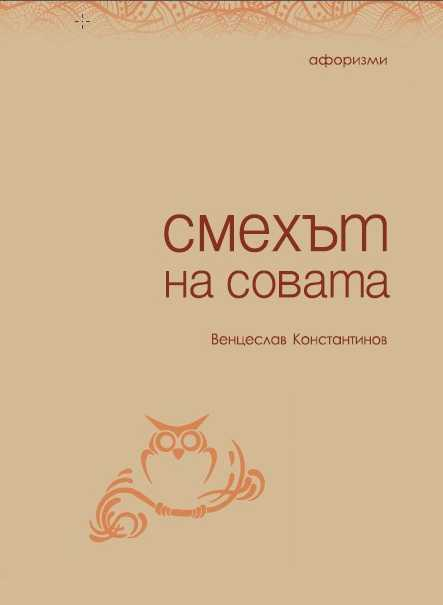
Das Lachen der Eule
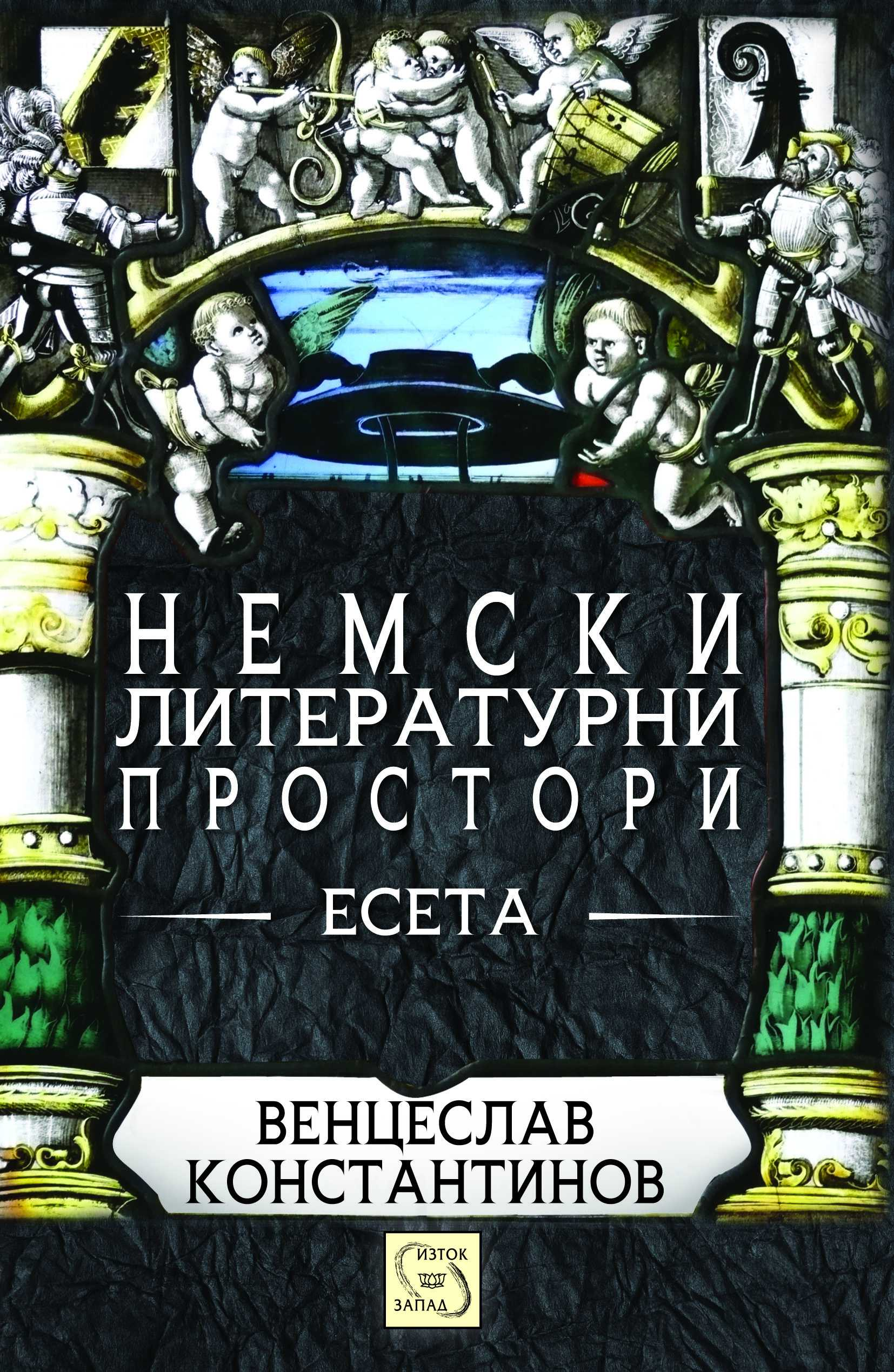
Deutsche Literaturräume
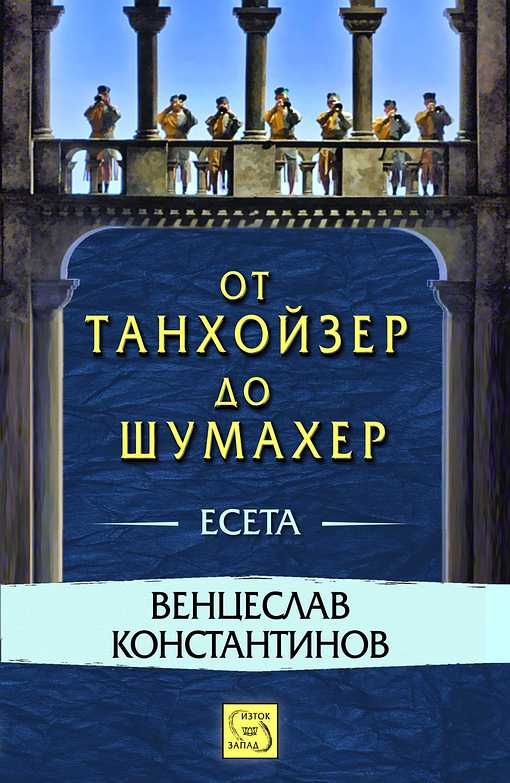
Von Tannhäuser bis Schumacher
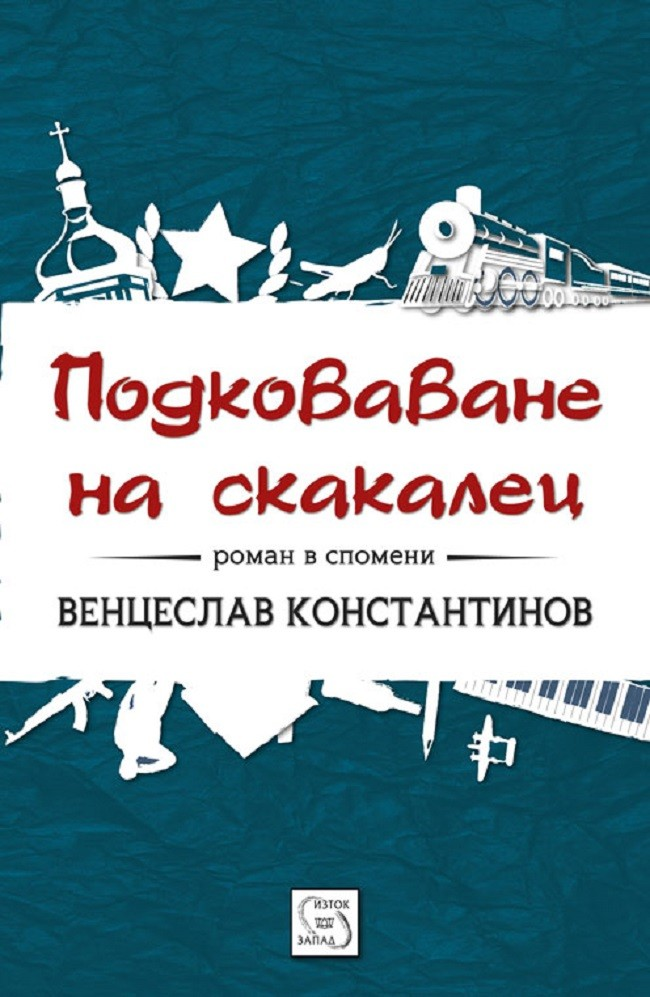
Beschlagen der Heuschrecke
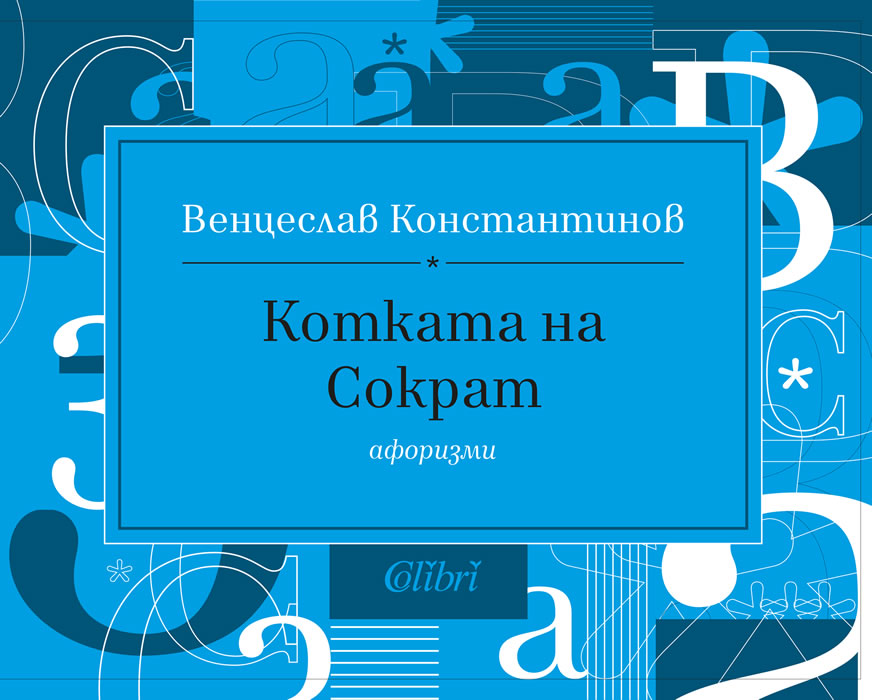
Sokrates' Katze

- 2007: Schriftsteller über das Kunstwerk. Essays, Sofia, LiK, 276 S.
- 2010: Die Flöte des Traums. Literarische Studien, Sofia, Ciela, 288 S.
- 2011: Gobelin, mit Teufelschwänzen bestickt. Essays, Sofia, Ciela, 148 S.
- 2012: Das Geheimleben des Regens. Aphorismen, Sofia, Ciela, 278 S.
- 2013: Die unsichtbaren gewißen Dinge. Gedichte, Sofia, Ab, 32 S.
- 2014: Das Lachen der Eule. Aphorismen, Sofia, Ab, 230 S.
- 2014: Deutsche Literaturräume. Essays, Sofia, Iztok-Zapad, 176 S.
- 2016: Von Tannhäuser bis Schumacher. Essays, Sofia, Iztok-Zapad, 128 S.
- 2017: Beschlagen der Heuschrecke. Roman der Erinnerungen, Sofia, Iztok-Zapad, 318 S.
- 2018: Sokrates' Katze. Aphorismen, Sofia, Colibri, 196 S.

### Anthologien

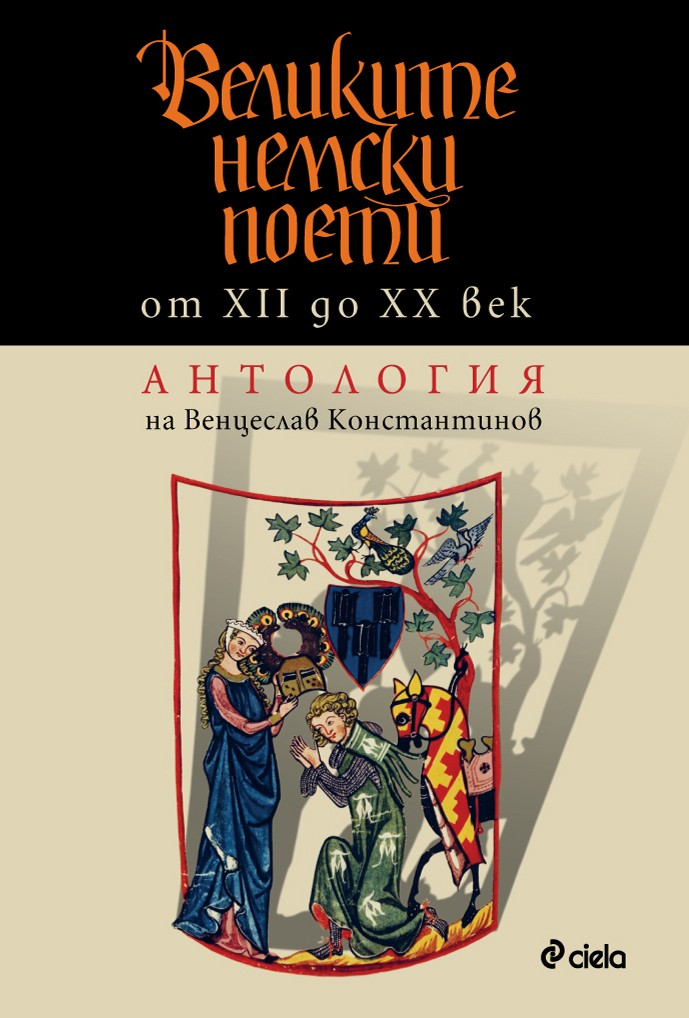
Die Grossen Deutschen Dichter vom 12. bis 20. Jh., 2012

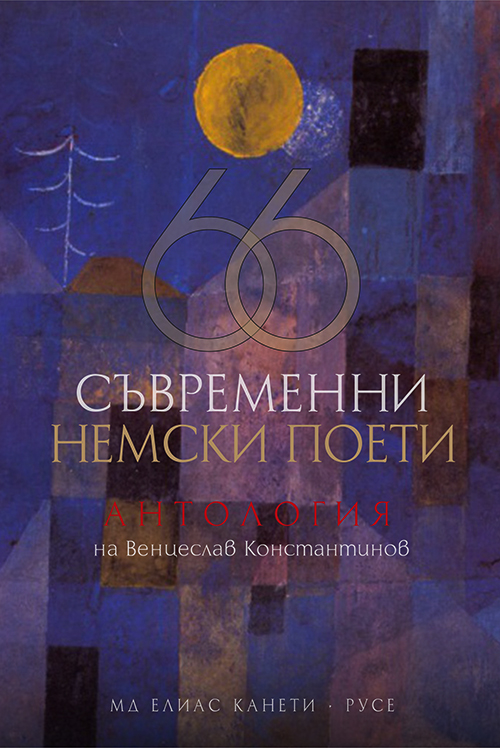
66 Deutsche Dichter der Gegenwart, 2018

- Österreichische Erzähler. Eine Anthologie. Sofia, Narodna kultura, 1981, 344 S.
- An der Baumgrenze. 10 deutschsprachige Erzähler des 20. Jahrhunderts, BZNS, 1983, 490 S.
- Sanft berühr' ich deine Hand. Dichter aus ganzer Welt über die Mutter. 1989
- WELTLICHT, Anthologie Deutscher Lyrik von den Anfängen bis zur Gegenwart. Vorwort, Zusammenstellung und Bulgarische Nachdichtungen von Wenzeslav Konstantinov. 2004-2008
- FLÖTENTRAUM, Anthologie Deutscher Erzähler des 20. Jahrhunderts. Vorwort, Zusammenstellung und Übersetzung ins Bulgarische von Wenzeslav Konstantinov. 2006-2009
- Deutsche Essays und Studien aus dem 20. Jahrhundert. Zusammenstellung und Übersetzung ins Bulgarische von Wenzeslav Konstantinov. 2009
- „Ich träume so leise von dir“. Deutsche Liebeslyrik von den Anfängen bis zur Gegenwart. Zusammenstellung und Bulgarische Nachdichtungen von Wenzeslav Konstantinov. 2004-2008
- Die Grossen Deutschen Dichter vom 12. bis 20. Jh. Eine Anthologie von Wenzeslav Konstantinov, Sofia, Ciela, 2012, 392 S.
- 66 Deutsche Dichter der Gegenwart. Eine Anthologie von Wenzeslav Konstantinov, Russe, Elias Canetti Verlag, 2018, 628 S.

### Essays (auf Deutsch)
- Jura Soyfer und Elias Canetti. Zwei Dichterschicksale im Wien der Zwischenkriegszeit, „Jura Soyfer. Zeitschrift der Jura Soyfer Gesellschaft“, Wien, 2, 1992
- Paradoxe sur le Traducteur. Die Maschine als Deuter? Die Übersetzungskunst im Spannungsverhältnis zur Computer-Vermittlung, „Literarisches Colloquium Berlin“, 1992
- Der Dichter und sein Henker. Zensurstreichungen in Dürrenmatts Roman „Der Verdacht“, Universität Zürich, 1992
- Auf der Suche nach der verlorenen Identität. Bulgarische Literatur im Umbruch, Universität Bern, 1992
- Der Kampf zwischen den Toten. Orthodoxe und islamische Religion im kommunistischen Bulgarien, „Europäische Rundschau“, Wien, 3, 1992
- „Im Grossen Plan der Geschichte...“ Das Schweizbild im kommunistischen Bulgarien, „Bild und Begegnung“, Basel & Frankfurt a. M., 1996
- Elias Canetti - Ein österreichischer Schriftsteller? Verwandlungen zwischen Rustschuk und Wien, „TRANS“, Internet-Zeitschrift für Kulturwissenschaften, Wien, 7. Nr., September 1999

### Herausgeber

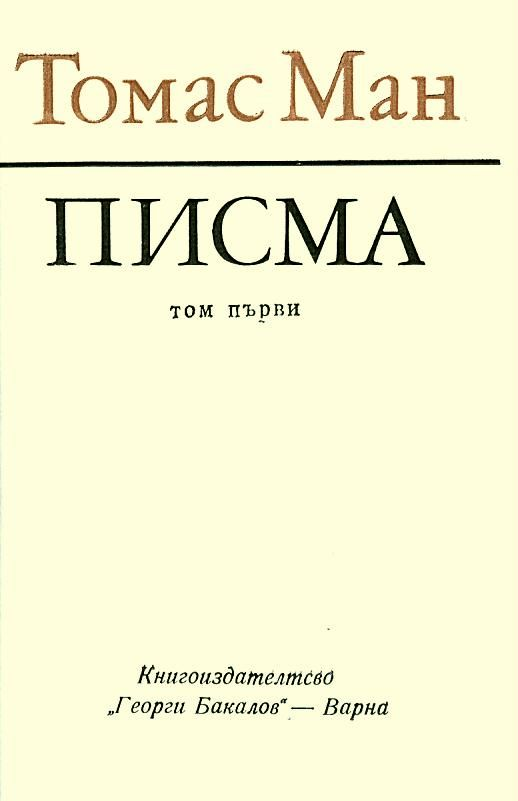
Thomas Mann, Briefe, Bd. I, 1988

- Rainer Maria Rilke, Ausgewählte Lyrik. 1979
- Max Frisch, Tagebücher. 2 Bde. 1979
- Ödön von Horvath, Der ewige Spießer. Ausgewählte Prosa. 1983
- Ilse Aichinger, Spiegelgeschichte. Ausgewählte Prosa. 1984
- Stefan Zweig, Der europäische Gedanke. Ausgewählte Essays. 1985
- Thomas Mann, Briefe. 2 Bde. 1988–1989

### Herausgeber und Übersetzer
- Bodo Uhse, Ausmarsch im September. Ausgewählte Erzählungen. 1967
- Erich Kästner, Ist der Existentialismus heilbar? Ausgewählte Erzählungen. 1968
- Lion Feuchtwanger, Das Haus am Grünen Weg. Ausgewählte Erzählungen. 1981
- Franz Kafka, Die Verwandlung. Ausgewählte Erzählungen. 1982
- Martin Walser, Ein fliehendes Pferd. Ausgewählte Erzählungen. 1982
- Bertolt Brecht, Die Trophäen des Lukullus. Ausgewählte Erzählungen. 1983
- Christoph Meckel, Hotel für Schlafwandler. Ausgewählte Gedichte. 1984
- Hermann Hesse, Der gestohlene Koffer. Ausgewählte Erzählungen. 1986
- Kurt Tucholsky, Interview mit mir selber. Gedichte und Erzählungen. 1986
- Heinrich Böll, Der Zwerg und die Puppe. Ausgewählte Erzählungen. 1987
- Alfred Andersch, Diana mit dem Flötenspieler. Ausgewählte Erzählungen. 1988
- Erich Kästner, Sachliche Romanze. Lyrik und Prosa. 2009
- Franz Kafka, In der Strafkolonie. Ausgewählte Erzählungen. 2010
- Heinrich Böll, Ausgewählte Erzählungen. 2012

### Buchübersetzungen
- Bertolt Brecht, Das Leben des Galilei. Schauspiel. 1964
- Friedrich Dürrenmatt, Der Verdacht. Roman. 1972, 1984, 1989
- Erich Maria Remarque, Der Himmel kennt keine Günstlinge. Roman. 1972, 1985, 2009
- Stefan Zweig, Schachnovelle. 1973, 1987, 2013
- Max Frisch, Homo Faber. Roman. 1973, 1981, 1995, 2012
- Bertolt Brecht, Kalendergeschichten. Gedichte und Erzählungen. 1975
- Max Frisch, Stiller. Roman. 1978, 1982, 2011
- Max Frisch, Don Juan oder die Liebe zur Geometrie. Komödie. 1979
- Bertolt Brecht, Kleines Organon für das Theater. 1979
- Henrik Ibsen, Baumeister Solness. Drama. 1979
- Elias Canetti, Hochzeit. Drama. 1980
- Bernhard Kellermann, Der Tunnel. Roman. 1980
- Joachim Kupsch, Das Buch Chons. Roman. 1980
- Friedrich Dürrenmatt, Der Tunnel. Erzählung. 1981
- Max Frisch, Der Mensch erscheint im Holozän. Erzählung. 1984
- Bertolt Brecht, Kleines Organon für das Theater. Essay. 1985
- Bertolt Brecht, Das Verhör des Lukullus. Hörspiel. 1985
- Peter Hacks, Der Frieden. Ein Stück. 1985
- Peter Hacks, Die schöne Helene. Ein Stück. 1986
- Walter Benjamin, Das Kunstwerk im Zeitalter seiner technischen Reproduzierbarkeit. Essay. 1986
- Katja Mann, Meine ungeschriebenen Memoiren. 1989
- Hans Magnus Enzensberger. Der Untergang der Titanic. Eine Komödie. 1990
- Friedrich Christian Delius, Mogadischu Fensterplatz. Roman. 1992
- Stefan Zweig, Die Legende der dritten Taube. Erzählung. 2003
- Erich Kästner, Der Herr aus Glas. Erzählungen. 2016
- Rainer Maria Rilke, Briefe an einen jungen Dichter. 2016
- Lion Feuchtwanger, Neros Tod. Erzählungen. 2018

### Übersetzte Autoren
Alphabetische Liste der von Wenzeslaw Konstantinow übertragenen deutschsprachigen Autoren:
| - Ilse Aichinger - Peter Altenberg - Alfred Andersch - Erich Arendt - Hans Carl Artmann - Rose Ausländer - Wolfgang Bächler - Ingeborg Bachmann - Hugo Ball - Reinhard Baumgart - Johannes R. Becher - Walter Benjamin - Gottfried Benn - Herbert Berger - Uwe Berger - Thomas Bernhard - Horst Bingel - Johannes Bobrowski - Heinrich Böll - Max Bolliger - Wolfgang Borchert - Annemarie Bostroem - Volker Braun - Beat Brechbühl - Bertolt Brecht - Clemens Brentano - Erika Burkart - Christine Busta - Elias Canetti - Paul Celan - Adelbert von Chamisso - Hanns Cibulka - Heinz Czechowski - Richard Dehmel - Friedrich Christian Delius - Radka Donnell - Ulrike Draesner - Friedrich Dürrenmatt - Günter Eich - Joseph von Eichendorff - Herbert Eisenreich - Adolf Endler - Hans Magnus Enzensberger - Lion Feuchtwanger - Traute Foresti - Erich Fried - Max Frisch - Günter Bruno Fuchs | - Stefan George - Jens Gerlach - Johann Wolfgang Goethe - Eugen Gomringer - Günter Grass - Uwe Greßmann - Durs Grünbein - Andreas Gryphius - Peter Hacks - Ulla Hahn - Albrecht von Haller - Hartmann von Aue - Heinrich Heine - Gustav Heinse - Stephan Hermlin - Hermann Hesse - Georg Heym - Wolfgang Hildesheimer - Hugo von Hofmannsthal - Friedrich Hölderlin - Arno Holz - Ricarda Huch - Peter Huchel - Franz Innerhofer - Ernst Jandl - Johannes Hadlaub - Franz Kafka - Heinz Kahlau - Marie Luise Kaschnitz - Erich Kästner - Bernhard Kellermann - Sarah Kirsch - Wulf Kirsten - Kurt Klinger - Friedrich Gottlieb Klopstock - Alexander Kluge - Barbara Köhler - Erich Köhler - Uwe Kolbe - Hertha Kräftner - Ursula Krechel - Karl Krolow - Günter Kunert - Reiner Kunze - Joachim Kupsch - Else Lasker-Schüler - Christine Lavant - Nikolaus Lenau | - Siegfried Lenz - Detlev von Liliencron - Kito Lorenc - Katia Mann - Thomas Mann - Uta Mauersberger - Friederike Mayröcker - Christoph Meckel - Karl Mickel - Christian Morgenstern - Eduard Mörike - Doris Mühringer - Robert Musil - Neidhart von Reuenthal - Margarete Neumann - Novalis - Albert Ostermaier - Helmut Preißler - Erich Maria Remarque - Rainer Maria Rilke - Joseph Roth - Ralf Rothmann - Rüdiger von Müner - Peter Rühmkorf - Hans Sachs - Nelly Sachs - Michael Scharang - Friedrich Schiller - Kurt Schwitters - Ernst Stadler - Eva Strittmatter - Jürgen Theobaldy - Walter Toman - Georg Trakl - Peter von Tramin - Kurt Tucholsky - Ludwig Uhland - Bodo Uhse - Berthold Viertel - Martin Walser - Walther von der Vogelweide - Franz Werfel - Wolfgang Weyrauch - Christa Wolf - Wolfram von Eschenbach - Wolf Wondratschek - Stefan Zweig |